# Моту-Ити (Маркизские острова)
Моту-Ити (сев. маркизск. Motu Iti) — небольшой остров вулканического происхождения в составе Маркизских островов. Другое название — Хату-Ити (Hatu Iti). За свою историю Моту-Ити имел много названий, он носил имена: остров Франклина, Двое Братьев, Скалы Хергеста.

## География
Необитаемый остров в Северной группе Маркизских островов, расположенный в 42 км к северо-западу от Нуку-Хива, крупнейшего острова архипелага. Моту-Ити не является островом в прямом значении этого термина, он представляет собой группу крошечных островков, геологически сложившихся на общем базальтовом основании (вершине вулкана), возраст островов составляет около 3,6 млн. лет.